# Fenders
Fenders er et dansk band, som har deltaget i Dansk Melodi Grand Prix i 1982, 1986, 1992 og 2000, hvor de blev henholdsvis nr. 4, 3, 3 og 6.
Bandet blev startet i 1975 af Arne Østergaard, Helge Engelbrecht og Keld Christiansen.